# Hexoplon calligrammum
Hexoplon calligrammum là một loài bọ cánh cứng trong họ Cerambycidae.